# Hernán Crespo
Hernán Jorge Crespo (ur. 5 lipca 1975 we Floridzie, prowincji Buenos Aires) – argentyński piłkarz, który występował na pozycji napastnika, trener piłkarski. Od 2023 trener Al-Ain.
W latach 1995–2007 reprezentant Argentyny. Srebrny medalista Igrzysk Olimpijskich 1996, Pucharu Konfederacji 1995, oraz Copa América 2007, uczestnik Mistrzostw Świata 1998, 2002 i 2006. W 2004 znalazł się na liście FIFA 100, stworzonej przez Pelé.

## Kariera klubowa
Piłkarz ma włoskie korzenie. Wbrew powszechnym opiniom nie ma polskich korzeni. Profesjonalną karierę, Hernan Crespo rozpoczął w roku 1993 jako zawodnik River Plate. Z River dwa razy zdobywał tytuł mistrza kraju, a w 1996 – w ostatnim roku gry w tym klubie – zdobył najważniejsze klubowe trofeum w Ameryce Południowej – Copa Libertadores.
Latem 1996 roku, wyjechał do Europy i został zawodnikiem włoskiej Parmy. W tym samym sezonie Parma zajęła 2. miejsce w Serie A i zakwalifikowała się do Ligi Mistrzów. W 1999 roku, Parma wygrała z Olympique Marsylia w finałowym spotkaniu Pucharu UEFA (3:0), a Crespo w 26 minucie otworzył golem wynik spotkania. W tym samym roku Parma zdobyła również Puchar Włoch.
W 2000 trafił do S.S. Lazio, gdzie w 2001 zdobył koronę króla strzelców Serie A. We wrześniu 2002 za 36 milionów euro przeszedł do Interu Mediolan. Na początku sezonu 2003/2004 trafił za 24 milionów euro do Chelsea F.C., w następnym roku został wypożyczony do A.C. Milan, gdzie w finale Ligi Mistrzów zdobył dwie bramki przeciwko Liverpool F.C., ale jego zespół przegrał finał po serii rzutów karnych. Po sezonie wrócił do Chelsea, gdzie zdobył mistrzostwo Anglii i Tarczę Dobroczynności.
Po Mistrzostwach Świata 2006 znowu został piłkarzem Interu Mediolan. W czerwcu 2009 podpisał kontrakt z Genoa CFC. Zimą wrócił Parma FC.
Od sezonu 2012/2013 występował w lidze indyjskiej, gdzie zakończył swoją karierę sportową.

## Kariera reprezentacyjna
W reprezentacji Argentyny debiutował 14 lutego 1995 w meczu z Bułgarią, a rok później, na Igrzyskach w Atlancie został królem strzelców turnieju piłkarskiego i zdobył srebrny medal olimpijski.
Brał udział w trzech turniejach finałowych mistrzostw świata (1998, 2002, 2006), jednak bez sukcesów – Argentyna w tych edycjach dochodziła najdalej do ćwierćfinału.
Łącznie w reprezentacji zagrał w 64 meczach i zdobył 35 bramek, co daje mu 4. miejsce w ścisłej czołówce najlepszych strzelców w historii reprezentacji Argentyny.

## Statystyki
| Sezon     | Klub                       | Rozgrywki        | Mecze | Bramki |
| --------- | -------------------------- | ---------------- | ----- | ------ |
| 1993/1994 | River Plate                | Primera División | 25    | 16     |
| 1994/1995 | River Plate                | Primera División | 18    | 4      |
| 1995/1996 | River Plate                | Primera División | 21    | 4      |
| 1996/1997 | Parma F.C.                 | Serie A          | 27    | 12     |
| 1997/1998 | Parma F.C.                 | Serie A          | 25    | 12     |
| 1998/1999 | Parma F.C.                 | Serie A          | 30    | 16     |
| 1999/2000 | Parma F.C.                 | Serie A          | 34    | 22     |
| 2000/2001 | S.S. Lazio                 | Serie A          | 32    | 26     |
| 2001/2002 | S.S. Lazio                 | Serie A          | 22    | 13     |
| 2002/2003 | F.C. Internazionale Milano | Serie A          | 18    | 7      |
| 2003/2004 | Chelsea F.C.               | Premier League   | 19    | 10     |
| 2004/2005 | A.C. Milan                 | Serie A          | 28    | 11     |
| 2005/2006 | Chelsea F.C.               | Premier League   | 30    | 10     |
| 2006/2007 | F.C. Internazionale Milano | Serie A          | 29    | 14     |
| 2007/2008 | F.C. Internazionale Milano | Serie A          | 19    | 4      |
| 2008/2009 | F.C. Internazionale Milano | Serie A          | 14    | 2      |
| 2009/2010 | Genoa C.F.C.               | Serie A          | 16    | 5      |
| 2009/2010 | Parma F.C.                 | Serie A          | 13    | 1      |
| 2010/2011 | Parma F.C.                 | Serie A          | 29    | 9      |
| 2011/2012 | Parma F.C.                 | Serie A          | 4     | 0      |

## Sukcesy

### Piłkarz

#### River Plate
- Mistrzostwo Argentyny: 1993 (Apertura), 1994 (Apertura)
- Copa Libertadores: 1996

#### Parma
- Puchar Włoch: 1998/1999
- Superpuchar Włoch: 1999
- Puchar UEFA: 1998/1999

#### Lazio
- Superpuchar Włoch: 2000

#### Milan
- Superpuchar Włoch: 2004

#### Chelsea
- Mistrzostwo Anglii: 2005/2006
- Tarcza Wspólnoty: 2005

#### Inter Mediolan
- Mistrzostwo Włoch: 2006/2007, 2007/2008, 2008/2009
- Superpuchar Włoch: 2006, 2008

#### Reprezentacyjne
- Srebrny medalista Igrzysk Olimpijskich: 1996
- Srebrny medalista Copa América: 2007

#### Indywidualne
- Król strzelców Primera División: 1993/1994 (16 goli)
- Król strzelców Serie A: 2000/2001 (26 goli)
- Król strzelców Pucharu Włoch: 1998/1999 (6 goli), 2006/2007 (4 gole)
- Król strzelców Igrzysk Olimpijskich: 1996 (6 goli)

#### Wyróżnienia
- FIFA 100: 2004[6]
- Drużyna sezonu European Sports Media: 2000/2001[7]
- Najlepsza jedenastka Mistrzostw świata: 2006[8]

### Trener

#### Defensa y Justicia
- Copa Sudamericana: 2020

#### São Paulo
- Mistrzostwo Campeonato Paulista: 2021

#### Al-Duhail
- Mistrzostwo Kataru: 2022/2023
- Puchar Kataru: 2022/2023
- Puchar Gwiazd Kataru: 2022/2023